# بخش مرکزی شهرستان میانه
بخش مرکزی شهرستان میانه یکی از بخش‌های تابعه شهرستان میانه در استان آذربایجان شرقی در شمال غربی ایران است.

## تقسیمات کشوری
- بخش مرکزی شهرستان میانه
  - دهستان قافلانکوه غربی
  - دهستان قزل اوزن
  - دهستان کله بوزشرقی
  - دهستان کله بوزغربی
  - دهستان گرمه جنوبی
  - دهستان اوچ تپه شرقی
  - دهستان شیخ درآباد

شهرها: میانه- آچاچی

## جمعیت
بنابر سرشماری مرکز آمار ایران، جمعیت بخش مرکزی شهرستان میانه در سال ۱۳۸۵ برابر با ۱۲۹٫۱۰۱ نفر بوده‌است.